# Lucy Collett
Lucy Victoria Collett (ur. 3 marca 1989 w Warwick) – brytyjska modelka.

## Biografia i kariera
Lucy Collett urodziła się 3 marca 1989 w Warwick w Anglii. Jej ojciec jest deweloperem, a matka pedikiurzystką. Jest najmłodsza spośród czterech dzieci. Jej rodzice rozwiedli się, kiedy miała 4 lata, po którym mieszkała z matką. Uczęszczała do szkoły Myton School w Warwick.
Collett rozpoczęła karierę modelki w 2005 roku wieku 17 lat jako stylistka fryzur w salonach Toni & Guy w Londynie. W grudniu 2011 w wieku 22 lat została uznana zwyciężczynią w konkursie idolek w The Sun's Page 3 Idol 2012, a także stała się dziewczyną w tabloidzie Page 3. Obecnie pojawia się regularnie w magazynach dla panów, m.in. Loaded, FHM, Zoo, Nuts, Front i Maxim.
W maju 2013 Collett została sklasyfikowana na 89. miejscu listy 100 Sexiest Women In The World 2013 według magazynu FHM.